# Туданка (Кантабрія)
Туданка (ісп. Tudanca) — муніципалітет в Іспанії, у складі автономної спільноти Кантабрія. Населення — 196 осіб (2009).
Муніципалітет розташований на відстані близько 310 км на північ від Мадрида, 55 км на південний захід від Сантандера.
На території муніципалітету розташовані такі населені пункти: Ла-Ластра, Сантотіс (адміністративний центр), Сарседа, Туданка.

## Демографія
Динаміка населення (INE ):

## Галерея зображень

Розташування муніципалітету